# Lubię ten smutek
Lubię ten smutek – album studyjny polskiego piosenkarza i kompozytora Seweryna Krajewskiego. Wydawnictwo ukazało się 30 stycznia 2001 roku nakładem wytwórni muzycznej SOLITON. Gościnnie na płycie wystąpili: Michał Urbaniak, Bogusław Morka, oraz Sławomir Kulpowicz.  Autorem okładki i grafik w książeczce jest Jacek Yerka.

## Lista utworów
1. Przestał padać deszcz
2. List do jedzącej Eurydyki
3. Lubię ten smutek
4. Wołaj mnie
5. Jeszcze nie czas
6. Nasz codzienny psalm
7. Małe prośby
8. To już jesień
9. Monolog
10. Dom
11. Wóz
12. Przytul mnie